# Пиротехника
Пиротехниката (на старогръцки: πῦρ – огън, жар; на старогръцки: τεχνικός от на старогръцки: τέχνη – изкуство, майсторство, умение) е отрасъл на техниката, състоящ се в приготовяне на горивни вещества и изгарянето им за получаване на определен сигнал или ефект.
Дели се на:
- военна (сигнални пистолети, светошумови спецсредства, димови гранати),
- специализирана (киноснимачни спецефекти, граждански сигнални средства, железопътна петарда) и
- развлекателна (главно фойерверкни изделия – бенгалски огън, петарди, ракети, фонтани, салюти).

Към пиротехниката се отнасят също такива изделия като кибрит и специални пиропатрони за възглавници за безопасност.